# Biegacz Ulrichiego
Biegacz Ulrichiego (Carabus ulrichii) – gatunek chrząszcza z rodziny biegaczowatych, zasiedlający środkową, wschodnią i północną część południowej Europy. W Polsce spotykany jest na południu i południowym wschodzie. Preferuje otwarte tereny z glebami gliniastymi, marglistymi i wapiennymi. Osiąga od 23 do 34 mm długości. Posiada brązowy metaliczny pancerz, o nierównej powierzchni. Poluje na inne owady, pająki, ślimaki lub dżdżownice.